# 波动方程
波动方程或稱波方程（英語：wave equation）是一种二阶线性偏微分方程，主要描述自然界中的各种的波动现象—正如它们出现在经典物理学中—例如机械波，包括声波、光波、引力波、无线电波、水波、和地震波。波动方程抽象自声学、波动光学、电磁学、电动力学、流体力学、广义相对论等领域。
历史上许多科学家，如达朗贝尔、欧拉、丹尼尔·伯努利和拉格朗日等在研究乐器等物体中的弦振动问题时，都对波动方程理论作出过重要贡献。1746年，达朗贝尔发现了一维波动方程，欧拉在其后10年之内发现了三维波动方程。

## 简介
波动方程是双曲形偏微分方程的最典型代表，其最简形式可表示为：关于位置x和时间t的标量函数u（代表各点偏离平衡位置的距离）满足：
{\displaystyle {\partial ^{2}u \over \partial t^{2}}=v^{2}\nabla ^{2}u}
其中
- {\displaystyle v} 是一个固定常数，代表波的传播速率
- {\displaystyle u} 是一個純量場，表示位移，或更一般地說，表示守恆量（例如壓力或密度）
- {\displaystyle \nabla ^{2}} 是拉普拉斯算子

此方程式表明，在任意給定點 {\displaystyle u} 對時間的二階導數與 {\displaystyle u} 對空間的二階導數的總和成正比，比例常數是波速的平方。
其他形式的波动方程还能在量子力学和广义相对论理论中用到。

## 标量形式的一维波动方程

### 波动方程的推导
一维波动方程可用如下的方式推导：一列质量为m的小质点，相邻质点间用长度h的弹簧连接。弹簧的弹性系数（又称“倔强系数”）为k：
其中u(x)表示位于x的质点偏离平衡位置的距离。施加在位于x+h处的质点m上的力为：
{\displaystyle F_{Newton}=m\cdot a(t)=m\cdot {{\partial ^{2} \over \partial t^{2}}u(x+h,t)}}
{\displaystyle F_{Hooke}=F_{x+2h}+F_{x}=k\left[{u(x+2h,t)-u(x+h,t)}\right]+k[u(x,t)-u(x+h,t)]}
其中{\displaystyle F_{Newton}}代表根据牛顿第二定律计算的质点惯性力，{\displaystyle F_{Hooke}}代表根据胡克定律计算的弹簧作用力。所以根据分析力学中的达朗贝尔原理，位于x+h处质点的运动方程为：
{\displaystyle m{\partial ^{2}u(x+h,t) \over \partial t^{2}}=k[u(x+2h,t)-u(x+h,t)-u(x+h,t)+u(x,t)]}
式中已注明u(x)是时间t的显函数。
若N个质点间隔均匀地固定在长度L = N h的弹簧链上，总质量M = N m，链的总体劲度系数为K = k/N，我们可以将上面的方程写为：
{\displaystyle {\partial ^{2}u(x+h,t) \over \partial t^{2}}={KL^{2} \over M}{u(x+2h,t)-2u(x+h,t)+u(x,t) \over h^{2}}}
取极限   N {\displaystyle \rightarrow \infty }, h{\displaystyle \rightarrow 0}就得到这个系统的波动方程：
{\displaystyle {\partial ^{2}u(x,t) \over \partial t^{2}}={KL^{2} \over M}{\partial ^{2}u(x,t) \over \partial x^{2}}}
在这个例子中，波速{\displaystyle c={\sqrt {\frac {KL^{2}}{M}}}}。

### 一般解

#### 代数方法
一维标量形式波动方程的一般解是由达朗贝尔给出的。原方程可以写成如下的算子作用形式：
{\displaystyle \left[{\frac {\partial }{\partial t}}-c{\frac {\partial }{\partial x}}\right]\left[{\frac {\partial }{\partial t}}+c{\frac {\partial }{\partial x}}\right]u=0.\,}
从上面的形式可以看出，若F和G为任意函数，那么它们以下形式的组合 
{\displaystyle u(x,t)=F(x-ct)+G(x+ct)\,}
必然满足原方程。上面两项分别对应两列行波——F表示经过该点（x点）的右行波，G表示经过该点的左行波。为完全确定F和G的最终形式还需考虑如下初始条件：
{\displaystyle u(x,0)=f(x)\,}
{\displaystyle u_{t}(x,0)=g(x)\,}
经带入运算，就得到了波动方程著名的达朗贝尔行波解，又称达朗贝尔公式：
{\displaystyle u(x,t)={\frac {f(x-ct)+f(x+ct)}{2}}+{\frac {1}{2c}}\int _{x-ct}^{x+ct}g(s)ds}
在经典的意义下，如果{\displaystyle f(x)\in C^{k}}并且{\displaystyle g(x)\in C^{k-1}}则{\displaystyle u(t,x)\in C^{k}}。但是，行波函数F和G也可以是广义函数，比如狄拉克δ函数。在这种情况下，行波解应被视作左行或右行的一个脉冲。
基本波动方程是一个线性微分方程，并且将会遵循叠加原理，也就是说同时受到两列波作用的点的振幅就是两列波振幅的相加。这意味着可以通过把一列波分解成它的许求解中很有效。此外，可以通过将波分离出各个分量来分析，例如傅里叶变换可以把波分解成正弦分量。

## 标量形式的三维波动方程

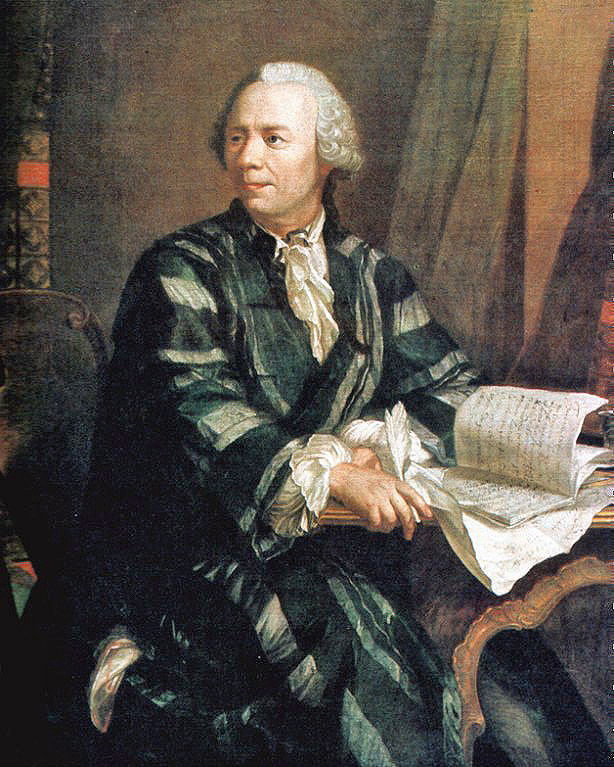
瑞士数学家和物理学家萊昂哈德·歐拉（b. 1707）发现了三维空间中的波动方程。

三维波动方程初值问题的解可以通过求解球面波波动方程得到。求解结果可用于推导二维情况的解。

### 球面波
球面波方程的形式不随空间坐标系统的转动而变化，所以可以将它写成仅与距源点距离r相关的函数。方程的三维形式为：
{\displaystyle u_{tt}-c^{2}\left(u_{rr}+{\frac {2}{r}}u_{r}\right)=0.\,}
将方程变形为：
{\displaystyle (ru)_{tt}-c^{2}(ru)_{rr}=0;\,}
此时，因变量ru满足一维波动方程，于是可以利用达朗贝尔行波法将解写成：
{\displaystyle u(t,r)={\frac {1}{r}}F(r-ct)+{\frac {1}{r}}G(r+ct),\,}
其中F和G为任意函数，可以理解为以速度c从中心向外传播的波和从外面向中心传播的波。这类从点源传出的波强度随距点源距离r衰减，并且属于无后效波，可以清晰地搭载信号。这种波仅在奇数维空间中存在（原因将在下一小节中详细解释）。幸运的是，我们生活的空间是三维的，所以我们可以清晰地通过声波和电磁波（都属于球面波）来互相交流。

#### 時間箭頭的討論
上面方程的解裏面，分成了兩部分，一部分表示向外傳播的波，一部分則是向内。很明顯，只要將t換成-t，就可以在這兩部分之間轉換。這體現了原始方程對於時間是對稱的，任意的一個解在時間軸上倒過來看仍然是一個解。
然而，我們所觀察到的實際的波，都是屬於向外傳播的。除非精心地加以調整，我們無法在自然界觀察到向内的波，儘管它們也是波動方程的合法的解。
關於這個現象，引起了不少討論。有人認爲，實際上它們即使存在，也無法加以觀察。想想如果四周的光向一個物體集中，則因爲沒有光到達我們的眼睛，我們不可能看見這個物體或者發現這個現象（见参考文献[2] ）。

### 广义初值问题的解
波动方程中u是线性函数，并且不随时间和空间坐标的平移而改变。所以我们可以通过平移与叠加球面波获得方程各种类型的解。令φ(ξ,η,ζ)为任意具有三个自变量的函数，球面波形F为狄拉克δ函数（数学语言是：F是一个在全空间积分等于1且非零区间收缩至原点的连续函数的弱极限）。设(ξ,η,ζ)位一族球面波的源点，r为距源点的径向距离，即：
{\displaystyle r^{2}=(x-\xi )^{2}+(y-\eta )^{2}+(z-\zeta )^{2}.\,}
可定义
{\displaystyle U(t,x,y,z;\xi ,\eta ,\zeta )={\frac {\delta (r-ct)}{4\pi cr}}}
称为三维波动方程的影响函数，其意义为(ξ,η,ζ)点在t=0时刻受到短促脉冲δ函数作用后向空间中传出的波的影响，系数分母4πc是为方便后续处理而加上的。
若u是这一族波函数的加权叠加，且权函数为φ，则
{\displaystyle u(t,x,y,z)={\frac {1}{4\pi c}}\iiint \varphi (\xi ,\eta ,\zeta ){\frac {\delta (r-ct)}{r}}d\xi \,d\eta \,d\zeta ;\,}
从δ函数的定义可知，u还能写成
{\displaystyle u(t,x,y,z)={\frac {t}{4\pi }}\iint _{S}\varphi (x+ct\alpha ,y+ct\beta ,z+ct\gamma )d\omega ,\,}
式中α、β和γ是单位球面S上点的坐标，dω为S上的面积微元。该结果的意义为：u(t,x,y,z)是以(x,y,z)为圆心，ct为半径的球面上φ的平均值的t倍：
{\displaystyle u(t,x,y,z)=tM_{ct}[\phi ].\,}
从上式易得
{\displaystyle u(0,x,y,z)=0,\quad u_{t}(0,x,y,z)=\phi (x,y,z).\,}
平均值是关于t的偶函数，所以若
{\displaystyle v(t,x,y,z)={\frac {\partial }{\partial t}}\left(tM_{ct}[\psi ]\right),\,}
那么 
{\displaystyle v(0,x,y,z)=\psi (x,y,z),\quad v_{t}(0,x,y,z)=0.\,}
以上得出的便是波动方程初值问题的解。从中可以看出，任意点P在t时刻受到的波扰动只来自以P为圆心，ct为半径的球面上，而这个球的内部点在这一时刻对P点的状态完全没有影响（因为它们的影响之前就已经传过P点了）。因此球面內是解的彼得羅夫斯基空白部份。换一个角度分析，假设三维空间中任意点P' 在t=0时刻受到一个脉冲扰动δ，那么由此发出的球面波在传过空间中的任意其它点Q后，便再也不会对Q的运动状态产生影响，这就是在物理学中也非常著名的惠更斯原理（Huygens' principle），也称为无后效现象，表示传过的球面波不会留下任何后续效应。
下面我们便可以解释上一小节中留下的问题了。事实上，前面所得到的球面波解仅在奇数维空间中存在。偶数维空间中波动方程的解是弥散的，也就是说波阵面掠过区域仍然会受其影响。以下面的二维波动方程（极坐标形式，注意和上一小节三维形式的差别）为例：
{\displaystyle u_{tt}-c^{2}(u_{rr}+{\frac {1}{r}}u_{r})=0}
可以从三维形式的解通过降维法得到二维波动方程的影响函数：
{\displaystyle U(t,x-\xi ,y-\eta )={\begin{cases}{\frac {1}{2\pi c}}{\frac {1}{\sqrt {c^{2}t^{2}-r^{2}}}},&r\leq ct\\0,&r>ct\end{cases}}}
其中
{\displaystyle r={\sqrt {(x-\xi )^{2}+(y-\eta )^{2}}}}
设点M(x,y)到点(ξ,η)距离为d，那么从影响函数中可以看出，当t >d /c即初始扰动已传过M点后，M仍在受到它的影响。二维球面波（柱面波）的这一性质决定了它不能作为传递信号的工具，因为这种波（事实上包括所有偶数维空间中的球面波）经过的点受到的是交织在一起的各个不同时刻的扰动。

## 标量形式的二维波动方程
二维波动方程的直角坐标形式为：
{\displaystyle u_{tt}=c^{2}\left(u_{xx}+u_{yy}\right).\,}
如前所述，我们可以从三维波动方程的解中将u视为与其中一个自变量无关（降维法）来得到二维形式的解。将初始条件改写为
{\displaystyle u(0,x,y)=0,\quad u_{t}(0,x,y)=\phi (x,y),\,}
则三维形式的解就变成
{\displaystyle u(t,x,y)=tM_{ct}[\phi ]={\frac {t}{4\pi }}\iint _{S}\phi (x+ct\alpha ,\,y+ct\beta )d\omega ,\,}
其中α和β是单位球面上点的头两个坐标分量，dω是球面上的面积微元。此积分可变换为在(x,y)为中心，ct为半径的圆域D上的积分：
{\displaystyle u(t,x,y)={\frac {1}{2\pi c}}\iint _{D}{\frac {\phi (x+\xi ,y+\eta )}{\sqrt {(ct)^{2}-\xi ^{2}-\eta ^{2}}}}d\xi \,d\eta .\,}
从这个结果也能得到上一小节最后的结论。
二维波动方程解的一个例子是紧绷的鼓面的运动。

## 边值问题

### 一维情形
一根自身绷紧，两端分别固定于x=0和x=L的弹性弦在t>0时刻，0 < x < L上运动满足波动方程。在边界点处，可以要求u满足各种边界条件。通常遇到的边界条件都可归纳成下列形式：
{\displaystyle -u_{x}(t,0)+au(t,0)=0,\,}
{\displaystyle u_{x}(t,L)+bu(t,L)=0,\,}
其中a、b非负。若要弦的两端固定不动，对应上面式子中a、b趋于无穷大。求解偏微分方程的分离变量法要求寻找以下形式的解：
{\displaystyle u(t,x)=T(t)v(x).\,}
将上述假设形式代入原方程中可以得到： 
{\displaystyle {\frac {T''}{c^{2}T}}={\frac {v''}{v}}=-\lambda .\,}
为使边值问题有非平凡解，本征值λ须满足
{\displaystyle v''+\lambda v=0,\,}
{\displaystyle -v'(0)+av(0)=0,\quad v'(L)+bv(L)=0.\,}
这是固有值问题的施图姆-刘维尔理论的一个特例。若a、b为正数，则对应的所有本征值均为正数，方程的解为三角函数。使u和ut满足平方可积条件的解可以通过适当选取u和ut 三角级数展开来求得。

### 多维情形
一维初始值-边值理论可以拓展至任意维空间中。考虑m维空间（坐标简写为x）中的域D，B为D的边界。当0<t时，位于D内的点x满足波动方程。在D的边界上，解u须满足
{\displaystyle {\frac {\partial u}{\partial n}}+au=0,\,}
其中n是B上指向域外的法向矢量，a是定义在B上的非负函数。要求u在B上始终为0的边界条件相当于令a趋于无穷。初始条件为
{\displaystyle u(0,x)=f(x),\quad u_{t}=g(x),\,}
其中f和g是定义在D内的函数。这个问题可以通过将f和g展开成域D内拉普拉斯算子满足边界条件的本征函数系的叠加来求解（这是分离变量法的一般步骤）。也就是求解在域D内满足
{\displaystyle \nabla \cdot \nabla v+\lambda v=0,\,}
在边界B上满足
{\displaystyle {\frac {\partial v}{\partial n}}+av=0,\,}
的本征函数系v。
在二维情形下，上述本征函数系可以理解成绷紧地张在边界B上的鼓面的自由振动模态。若B是一个圆，则这些本征函数是关于极角自变量θ的三角函数与关于极轴自变量r的整阶贝塞尔函数的乘积。更详细的说明参见英文版条目亥姆霍兹方程。
在三维形式下，若边界是空间中的球面，那么本征函数是关于球坐标下两个极角自变量的球面调和函数，乘以关于径向自变量ρ的半奇数阶贝塞尔函数。

## 进一步推广
在针对实际问题的波动方程中，一般都将波速表示成可随波的频率变化的量，这种处理对应真实物理世界中的色散现象。此时，c应该用波的相速度代替：
{\displaystyle v_{\mathrm {p} }={\frac {\omega }{k}}}。
实际问题中对标准波动方程的另一修正是考虑波速随振幅的变化，修正后的方程变成下面的非线性波动方程：
{\displaystyle {\partial ^{2}u \over \partial t^{2}}=c(u)^{2}\nabla ^{2}u}
另需注意的是物体中的波可能是叠加在其他运动（譬如介质的平动，以气流中传播的声波为例）上的。这种情况下，标量u的表达式将包含一个马赫因子（对沿流动方向传播的波为正，对反射波为负）。
三维波动方程描述了波在均匀各向同性弹性体中的传播。绝大多数固体都是弹性体，所以波动方程对地球内部的地震波和用于检测固体材料中缺陷的超声波的传播能给出满意的描述。在只考虑线性行为时，三维波动方程的形式比前面更为复杂，它必须同时考虑固体中的纵波和横波:
{\displaystyle \rho {\ddot {\mathbf {u} }}=\mathbf {f} +(\lambda +2\mu )\nabla (\nabla \cdot \mathbf {u} )-\mu \nabla \times (\nabla \times \mathbf {u} )}
式中：
- {\displaystyle \lambda }和{\displaystyle \mu }被称为弹性体的拉梅常数（也叫“拉梅模量”，英文Lamé constants或Lamé moduli），是描述各向同性固体弹性性质的参数；
- {\displaystyle \rho }表示密度；
- {\displaystyle \mathbf {f} }是源函数（即外界施加的激振力）；
- {\displaystyle \mathbf {u} }表示位移；

注意在上述方程中，激振力和位移都是矢量，所以该方程也被称为矢量形式的波动方程。

## 参看
- 声波方程（英语：Acoustic wave equation）
- 光波方程
- 电磁波方程
- 亥姆霍兹方程
- 非齐次的电磁波方程
- 拉普拉斯算子
- 马达变量
- 多普勒效应
- 电磁学
- 光
- 光学
- 位相
- 薛定谔方程
- 声
- 彼得羅夫斯基空白